# Мороний

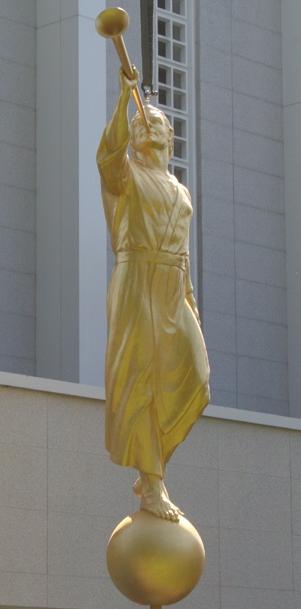
Бернский храм. Статуя ангела Морония

Мороний — в Книге Мормона последний нефийский пророк и полководец, который жил в Северной Америке на рубеже IV—V вв. В верованиях святых последних дней считается, что после своей смерти Мороний был воскрешён и стал ангелом. Основатель Церкви Иисуса Христа Святых последних дней — Джозеф Смит и трое свидетелей утверждали, что видели Морония в облике ангела света.

## Земная жизнь
Мороний был сыном Мормона, пророка, по имени которого названа Книга Мормона. Мороний был назван в честь капитана Морония, который фигурирует в предыдущих главах Книги Мормона.
Мороний служил под началом своего отца, который был главнокомандующим в последней битве между нефийцами и ламанийцами, и возглавлял отряд в 10 тысяч человек. После поражения нефийцев Мороний был вынужден скрываться и странствовать с места на место, чтобы его не убили победившие ламанийцы.
Мороний также получил поручение от отца завершить летопись нефийцев, которую вёл Мормон. Мороний написал главы 8 и 9 Книги Мормона (часть Книги Мормона, написанная Мормоном), полностью Книгу Морония и введение к Книге Мормона. Он также написал Книгу Ефера, которая представляет собой краткий пересказ летописи иаредийцев с пространными комментариями Морония, особенно в главах 4, 5, 8 и 12.
Мороний утверждал, что видел Иисуса, говорил с ним лицом к лицу, и Христос показал ему будущее. Обращаясь напрямую к нынешним читателям Книги Мормона, Мороний пишет: «Вот, я говорю с вами так, будто вы здесь, хотя вас здесь нет. Но вот, Иисус Христос показал вас мне, и я знаю ваши дела» (Мормон 8:35).
Завершив летопись, написанную на золотых пластинах, Мороний поместил их в каменный ящик и закопал его на холме на территории теперешнего графства Онтарио в штате Нью-Йорк. Сегодня на этом месте возвышается 12-метровый памятник Моронию из гранита и бронзы, а холм известен как Кумора. Однако далеко не все святые последних дней верят в то, что это та самая Кумора, о которой говорится в Книге Мормона.

## Ангел
Ночью 21 сентября 1823 года Мороний явился Джозефу Смиту-младшему, который впоследствии стал основателем мормонизма, и рассказал ему о золотых пластинах, зарытых на холме, который находился всего в нескольких милях от дома Смитов. В течение последующих шести лет Мороний посетил Смита не менее 20 раз. После того, как Джозеф якобы перевёл часть текста (одну треть или две трети, по разным источникам) и назвал его Книгой Мормона, он вернул пластины Моронию.
Благодаря его содействию в восстановлении евангелия Морония обычно ассоциируют с ангелом, упомянутым в Откровении 14:6: «И увидел я другого Ангела, летящего по средине неба, который имел вечное Евангелие, чтобы благовествовать живущим на земле и всякому племени и колену, и языку и народу».
Изображение ангела Морония, дующего в трубу, широко используется в качестве неофициального символа Церкви Иисуса Христа Святых последних дней. Мороний также изображён на обложках некоторых изданий Книги Мормона, его статуи установлены на вершине многих храмов святых последних дней лицом к востоку.